# King Camp Gillette

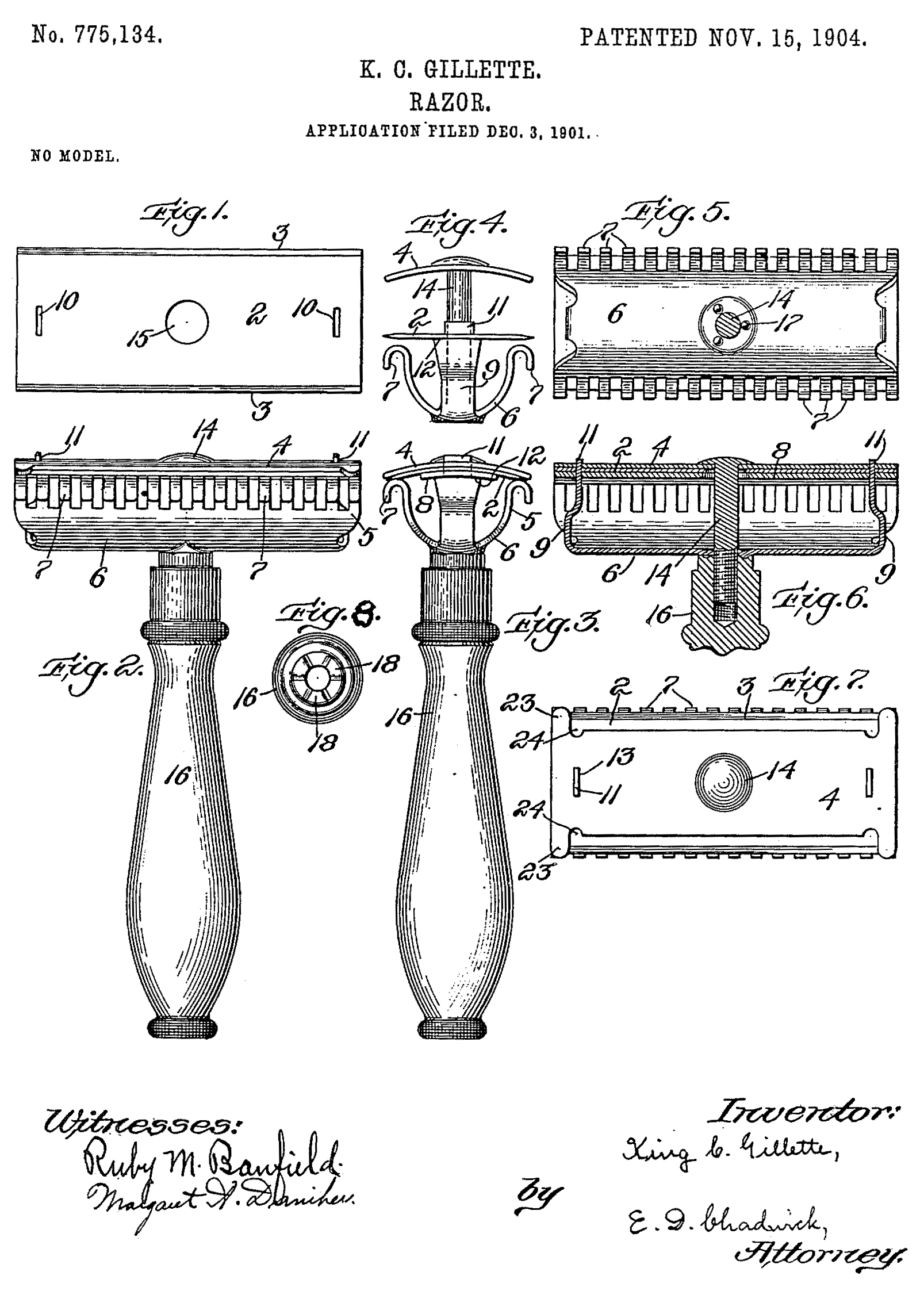
Patent z 1904 r.

King Camp Gillette (ur. 5 stycznia 1855 w Fond du Lac, zm. 9 lipca 1932 w Los Angeles) – amerykański wynalazca. Opracował i opatentował żyletkę z dwoma ostrzami do maszynki do golenia.

## Życiorys
King Camp Gillette urodził się 5 stycznia 1855 roku w Fond du Lac jako syn urzędnika urzędu patentowego George'a Wolcotta (1824−1903) i Fanny Lemiry (1828−1926). W młodości co wieczór słuchał od ojca historii o wynalazkach, które ten poznawał tego dnia w swej pracy. Wychował się w Chicago. W 1871 roku jego rodzinny dom został zniszczony w pożarze, w związku z czym w wieku 17 lat Gillette przerwał edukację i zaczął prowadzić obwoźny handel. W wolnym czasie opracował kilka drobnych wynalazków, na które uzyskał patenty. W 1891 roku został przedstawicielem handlowym firmy Baltimore Seal Company, której właścicielem był William Painter. Painter zachęcał nowego pracownika do opracowania prostego, taniego i zdatnego do masowej produkcji wynalazku, stając się tym samym dla Gillette'a mentorem.
W 1895 roku Gillette wymyślił prostą i tanią żyletkę do golenia z dwoma ostrzami, która miała być wyrzucana po stępieniu. W celu opracowania technologii produkcji zwrócił się do inżynierów Massachusetts Institute of Technology, ale ci poinformowali go, że masowa produkcja cienkich, twardych i tanich ostrzy nie jest możliwa. Pięć lat później Gillette poznał inżyniera Williama Nickersona, z którym w 1901 roku założył kosztem 5000 USD firmę American Safety Razor Company i zbudował maszynę do produkcji żyletek. W kolejnym roku firma zmieniła nazwę na Gillette Safety Razor Company
Produkcja seryjna rozpoczęła się w 1903 – rok zamknięto sprzedażą 51 maszynek i 168 żyletek. W kolejnym roku produkcja przybrała masowy charakter, a liczba wyprodukowanych  maszynek i żyletek oscylowała wokół 100 tys. sztuk. Te wczesne stalowo-węglowe nożyki z uchwytem wystarczały na ok. 20 goleń i sprzedawane były tuzinami. W 1908 roku firma posiadała już kilka fabryk poza Stanami Zjednoczonymi, a wszystkie zakłady produkowały kilkadziesiąt milionów maszynek i żyletek rocznie. Na każdym pudełku Gillette umieszczał swój portret, dlatego stał się rozpoznawalną osobą. W czasie I wojny światowej Gillette zdobył rządowy kontrakt na zaopatrzenie armii, dzięki czemu mógł dotrzeć do dużego grona potencjalnych klientów.
Swoją strategię Gillette oparł na sprzedaży maszynek poniżej kosztów, a zarabianiu na sprzedaży wymiennych żyletek, dlatego też do końca życia walczył sądownie z konkurencją, której zarzucał naruszanie jego patentów. W grudniu 1929 roku Gillette podpisał z ZSRR umowę o budowie fabryki pod Moskwą, ale wkrótce potem dyktator Józef Stalin zamknął kraj na obce inwestycje i do realizacji inwestycji nie doszło. Fabryki w ZSRR postawiono dopiero w 1973 roku − już po śmierci Gillette'a.
Gillette pozostał prezesem koncernu do roku 1931, ale już w 1913 roku wycofał się z bieżącego zarządzania przedsiębiorstwem. Z czasem coraz mniej czasu poświęcał firmie, pisząc książki krytykujące kapitalistyczną konkurencję i podejmując nieudane próby pozyskania ropy z łupków. Zmarł 9 lipca 1932 roku w Los Angeles i został pochowany na Forest Lawn Memorial Park.
Żonaty z Alantą Ellą (1868−1951), para miała syna Kinga Gainesa (1891−1955).